# Segunda Residência de Vilanova Artigas

A Segunda Residência de Vilanova Artigas é a principal casa construída pelo arquiteto João Batista Vilanova Artigas para a sua família em 1949, no bairro do Campo Belo, distrito homônimo, na zona sul de São Paulo. O terreno de 1.000 m² conta com duas construções que permanecem de pé até os dias atuais – a primeira, de 1942, conhecida como casinha, e a segunda, de 1949, uma construção maior e moderna para a época, que tem caráter mais racional e linhas geometrizadas.

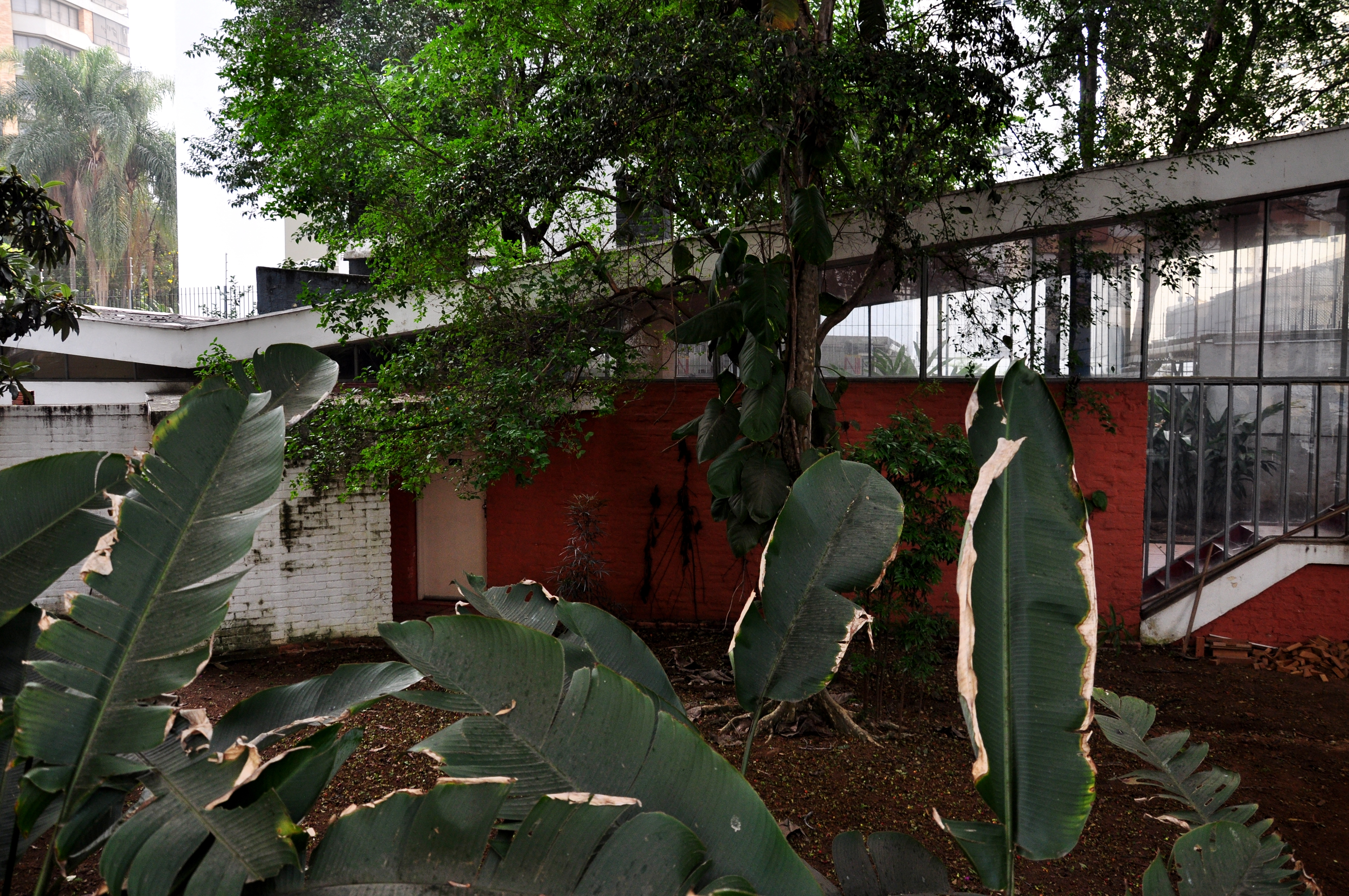
Segunda Residência do Arquiteto

## História
A primeira construção do terreno, conhecida como “casinha”, foi criada em 1942, cinco anos após Vilanova Artigas ter se formado arquiteto-engenheiro pela Escola Politécnica de São Paulo, tendo trabalhado com Oswaldo Bratke e Gregori Warchavchik além de também manter sua construtora – Marone e Artigas – através da qual construiu aproximadamente 40 casas até 1942. No entanto, a casinha foi a primeira construída para a sua família, o que trouxe uma liberdade inédita ao projeto. Em 1949, foi erguida a segunda casa no terreno de 1.000m², que enquadrava-se nos contextos da nova arquitetura moderna brasileira. A residência era tão diferente das outras casas do bairro, que, segundo relato de Rosa Artigas, filha do arquiteto, passantes tocavam a campainha para perguntar se ali se situava uma igreja ou fábrica.

A casinha, que foi projetada para um casal sem filhos, é influenciada pela arquitetura organicista de Frank Lloyd Wright (1867-1959), enquanto a segunda residência é relacionada ao racionalismo de Le Corbusier (1887-1965).

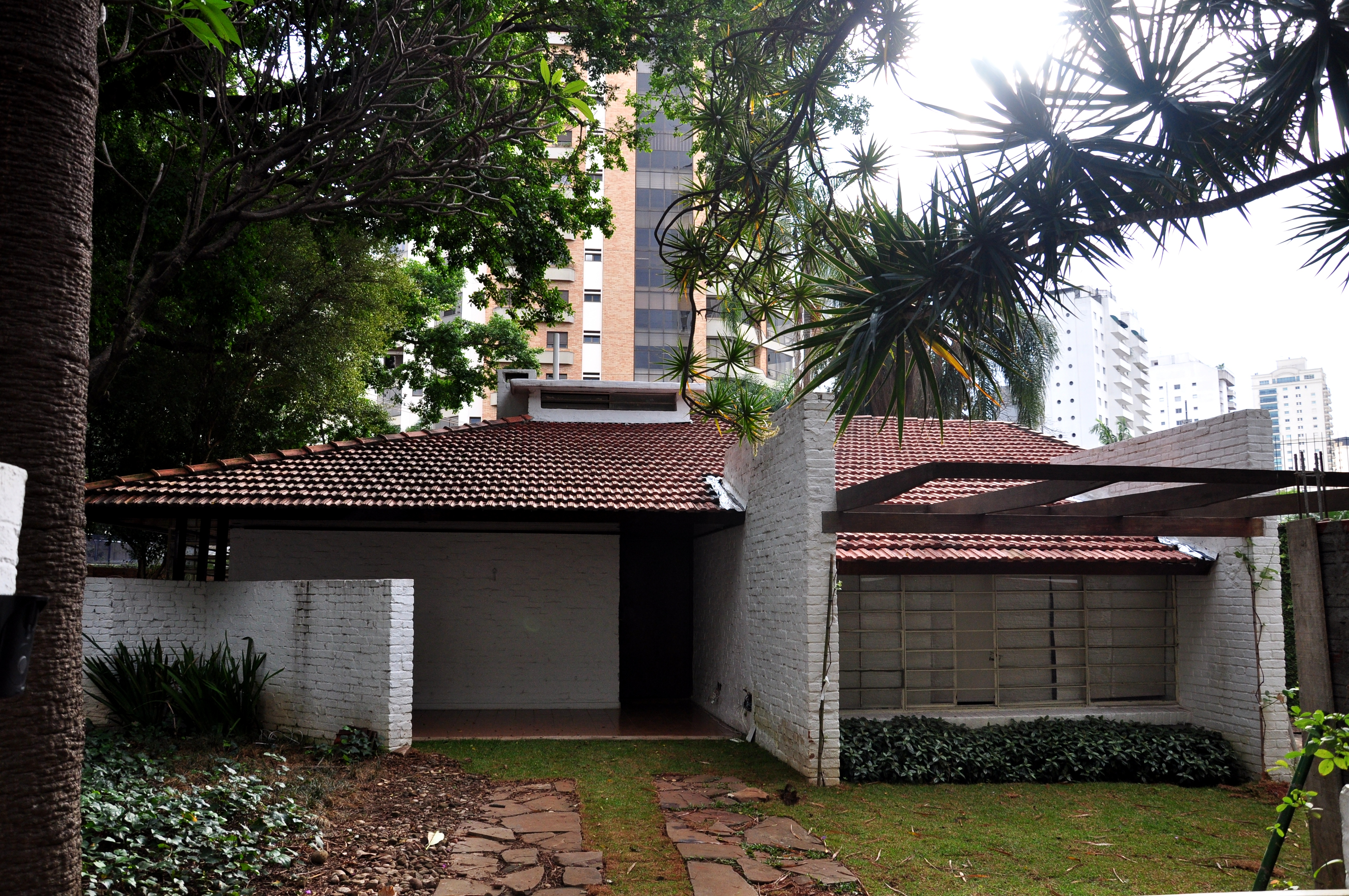
Casinha

A sala da última, que na planta é o local de maior importância, foi palco de importantes discussões intelectuais, como as do Partido Comunista, do qual Artigas era membro, e reuniões do movimento estudantil brasileiro de 1960, feitas por colegas de seus filhos.
Além dessas, Vilanova também projetou o Estádio do Morumbi (1952-1970), a Faculdade de Arquitetura e Urbanismo da Universidade de São Paulo, e influenciou diversos arquitetos com suas aulas e obras.

## Características arquitetônicas
Compacta e econômica, a casa de 1949 expressa o senso de interpenetração social do arquiteto. Os espaços são privados e pequenos, com uma sala de estar integrada a jardim e estúdio em plano elevado. A cobertura é de planos inclinados assimétricos que convergem numa calha única de captação de águas pluviais, solução usada também em outros projetos residenciais do arquiteto.
A divisão se dá por nove espaços, sendo esses garagem, lavanderia, acesso, dormitório, cozinha, sala de estar, estúdio, e a primeira casa da construção. Situado ao lado do living, o terraço é contínuo até o escritório, conectando os espaços e abre-se em três lados para a maior parte do terreno, que é ocupada pelo jardim. O espaço social é volumoso, porém simples, separado do exterior apenas por paredes. O salão de estar possui altas janelas nas duas faces principais que dão vista para o terraço com pé-direito duplo. Essas áreas são ligadas por uma escada que se encaixa harmoniosamente entre os panos de vidro.
O projeto do arquiteto retrata uma construção com telhado em forma de asa de borboleta, com volumes geométricos bem definidos, sala com pé direito alto, janelas grandes com paredes de vidro e coloridas, características da obra do arquiteto que representa tons de amarelo, vermelho e azul.
As paredes que revestem o edifício são de tijolo maciço com cor alterada, geralmente com pintura que não leva reboco nem interna nem externamente, exceto a extremidade do lado esquerdo; o dormitório maior é rebocado externamente e sua pintura é branca. O casarão é todo revestido de vidro, e não possui telhado, como era recorrente nas casas da época, inclusive na Casinha, situada no mesmo terreno. No lugar deste, entra uma cobertura da laje em concreto, no estilo borboleta; internamente, sob a laje, os espaços são contínuos. Não há porta que separe a cozinha dos demais ambientes e nem fundo de quintal. A casa não tem quarto de serviço, rompendo a tradição patriarcal e escravista das moradias paulistanas, e sua garagem é situada ortogonalmente na parte frontal da casa, que não possui muro, apenas uma cerca viva com plantas, marcando os limites com a rua.
A respeito dos materiais utilizados, há uma composição de diferentes matérias, predominando o concreto armado na área da cobertura, enquanto na parte intermediária prevalecem os panos de vidro e ainda, abaixo deles, encontram-se paredes de tijolo a vista. A distribuição da planta nesse espaço passa a ser feita de forma linear.

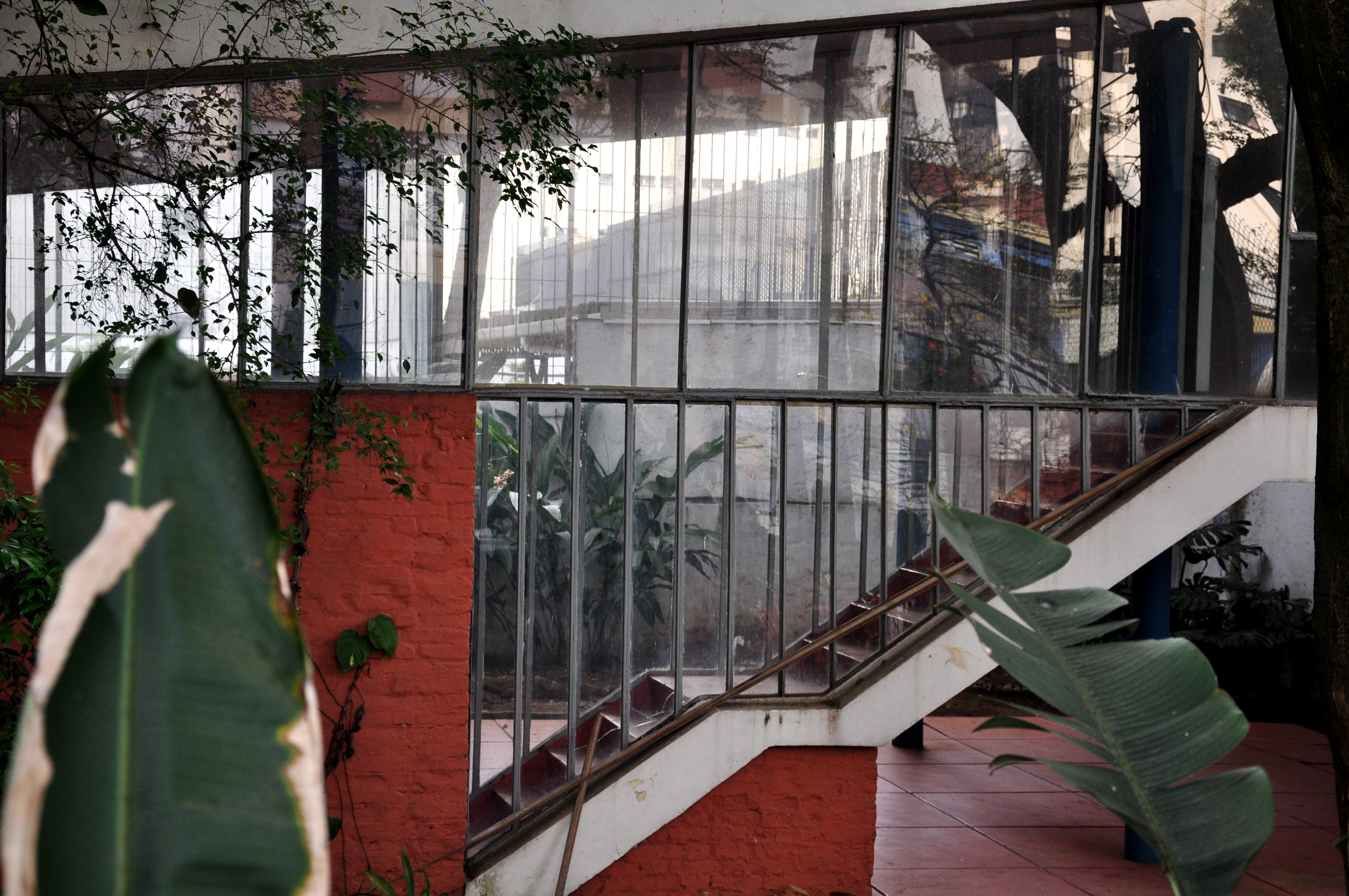
Fachada de vidro

## Significado histórico e cultural
A residência foi tornada patrimônio histórico devido ao significado da produção do arquiteto para a compreensão da história da arquitetura paulista e por sua interpretação característica dos princípios da arquitetura moderna. Além de a casa de 1949 mostrar liberdade projetual em relação aos dogmas do racionalismo, propondo moradias com fluidez dos ambientes e jogo de volumes e superfícies, as duas construções situadas no Campo Belo fazem parte do contexto da residência mínima, que as vinculam com propostas internacionais do movimento moderno e exprimem momento de proposição no panorama do país.
A arquitetura nas obras de Vilanovas também é considerada audaciosa em sua experimentação, e as construções fazem parte do panorama de programa residencial do período de 1938 a 1953 do arquiteto.
A sala da residência pode ser considerada o cômodo mais importante da casa, uma vez que foi cenário de encontros, impulsionados por colegas e pelos filhos de Artigas, que debatiam o movimento estudantil que ocorria na década de 1960. O arquiteto participava também de reuniões históricas do Partido Comunista, realizadas da mesma forma, na sala de casa. O caráter ideológico da construção pode ser verificado pela oposição que Artigas manifestou aos hábitos burgueses, estando ausentes o quarto da empregada e o quintal. Com uma construção moderna e inovadora, era comum que as pessoas da época ficassem surpresas ao passar na frente da casa, confundindo-a até mesmo com uma fábrica ou igreja.

## Estado atual
Atualmente, as duas residências permanecem sem grandes mudanças no local, separadas apenas por cerca-viva e tombadas pelo Condephaat (Conselho de Defesa do Patrimônio Histórico, Arqueológico, Artístico e Turístico) e pelo Conpresp (Conselho Municipal de Preservação do Patrimônio Histórico, Cultural e Ambiental), como patrimônio histórico. As casas ainda pertencem a familiares, que habitam a primeira residência. 
Como patrimônio histórico, na segunda residência, mantem-se a volumetria, fachadas considerando o gabarito e ritmo das esquadrias. Internamente, preserva-se o espaço da sala, terraço e estúdio e circulações, para que haja, como no projeto original, conversação entre os espaços. Também não devem ser alteradas as feições originais que ainda estão preservadas, elementos de composição de fachadas, características externas e volumétricas e vãos e acabamentos. Qualquer mudança pretendida no lote deve ser previamente analisada pelo Condephaat.

### Galeria

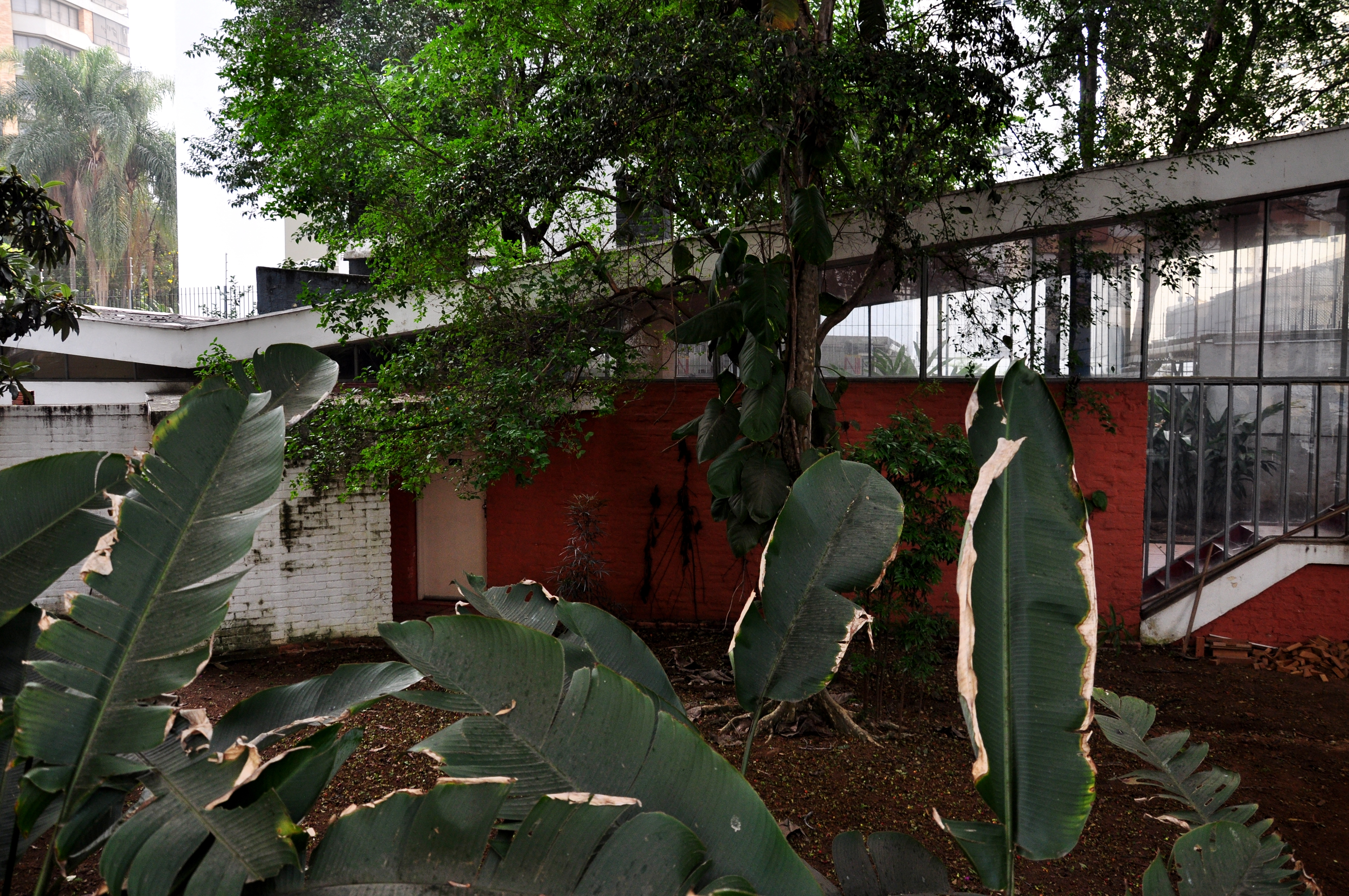
Fachada da segunda residência
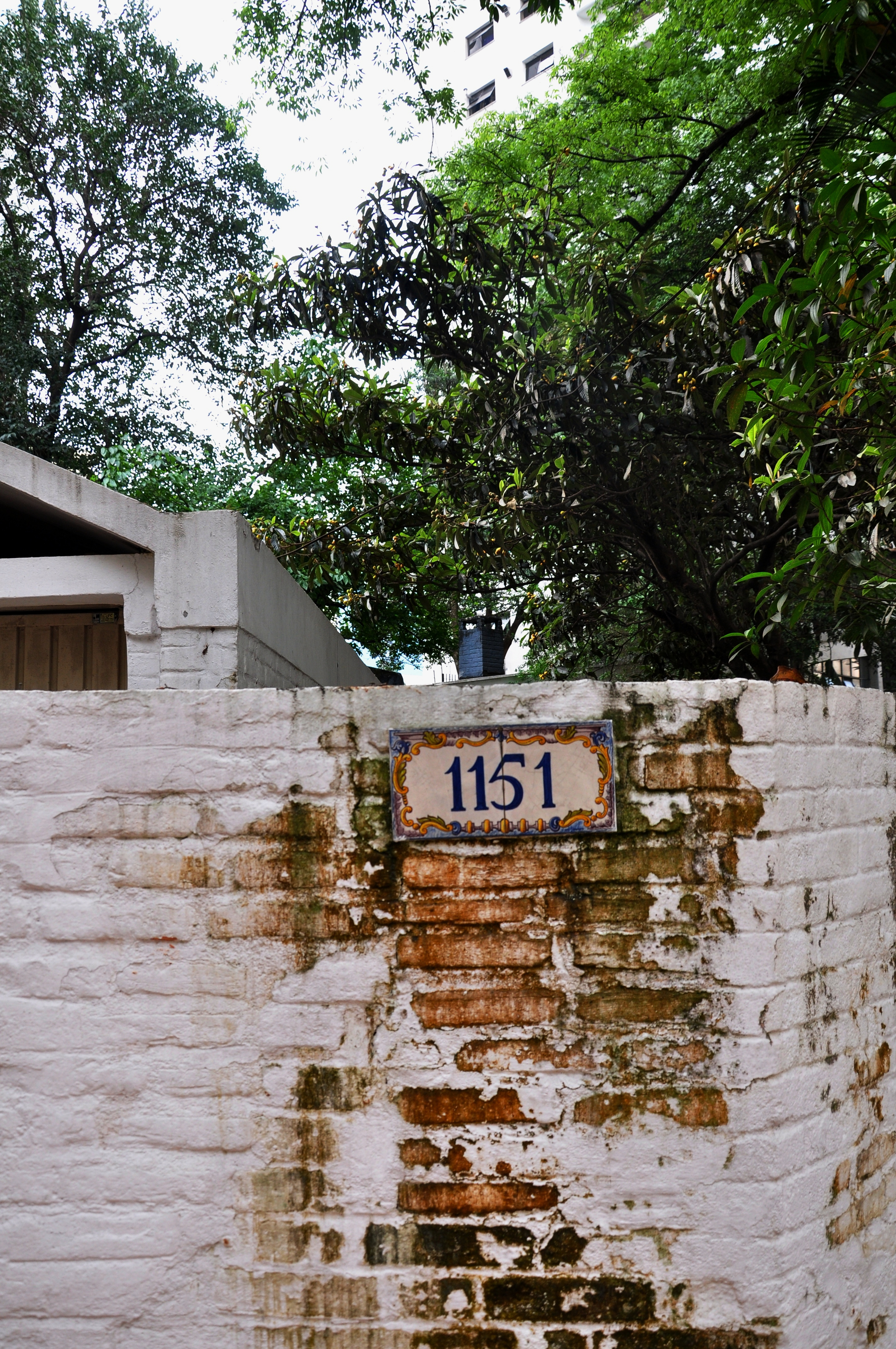
Detalhe no muro
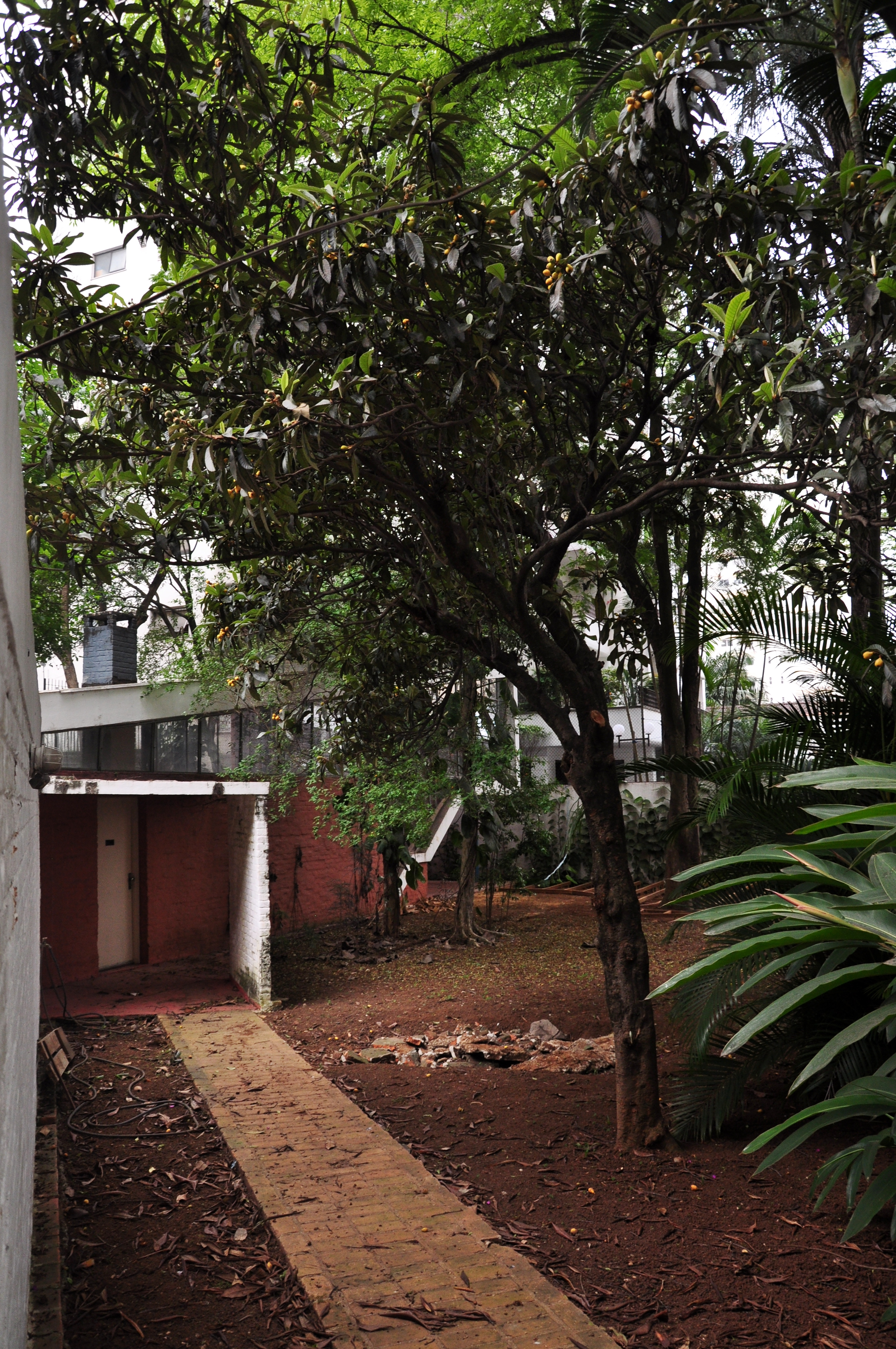
Caminho interno da segunda residência
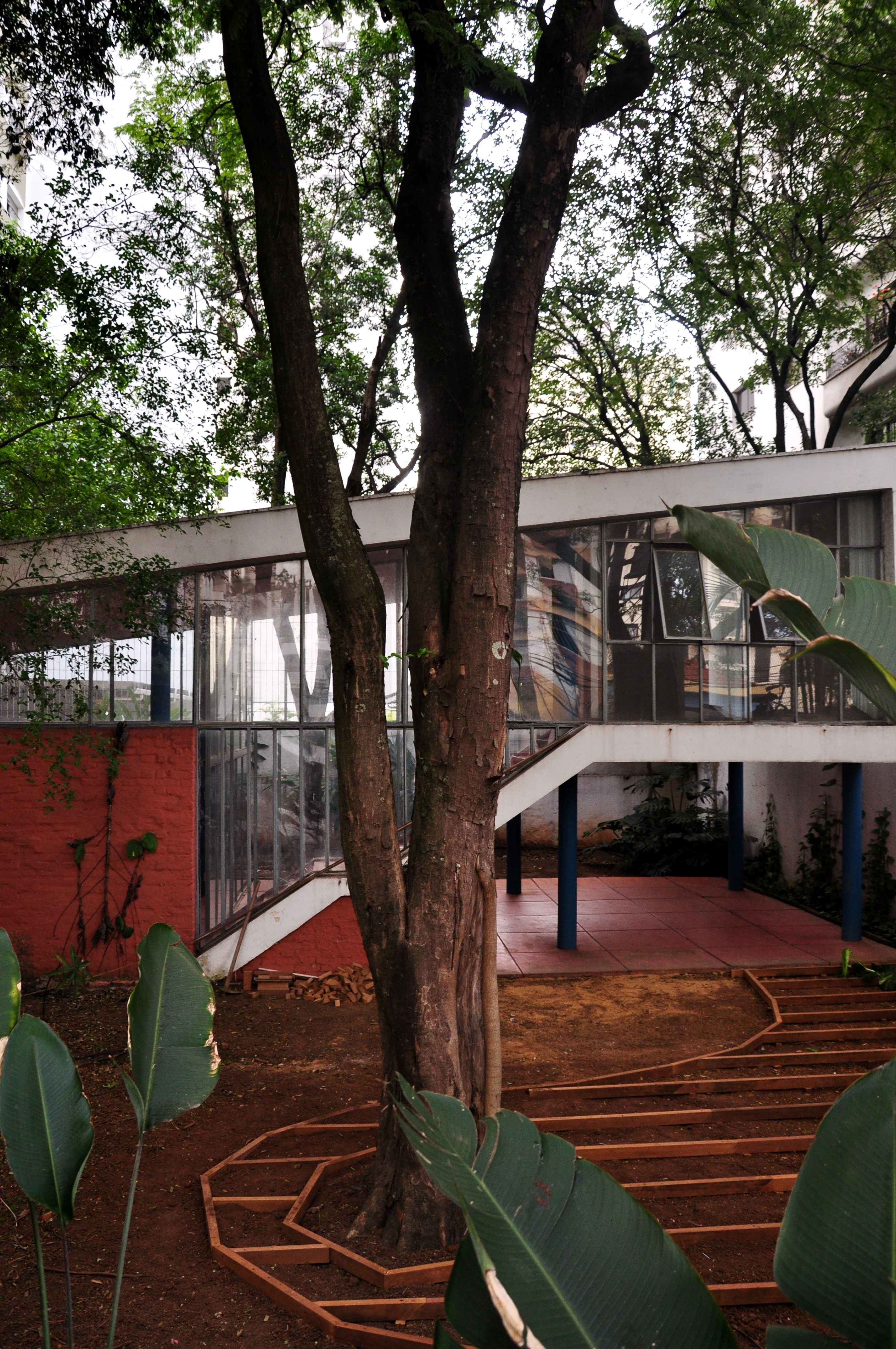
Vista frontal da segunda residência
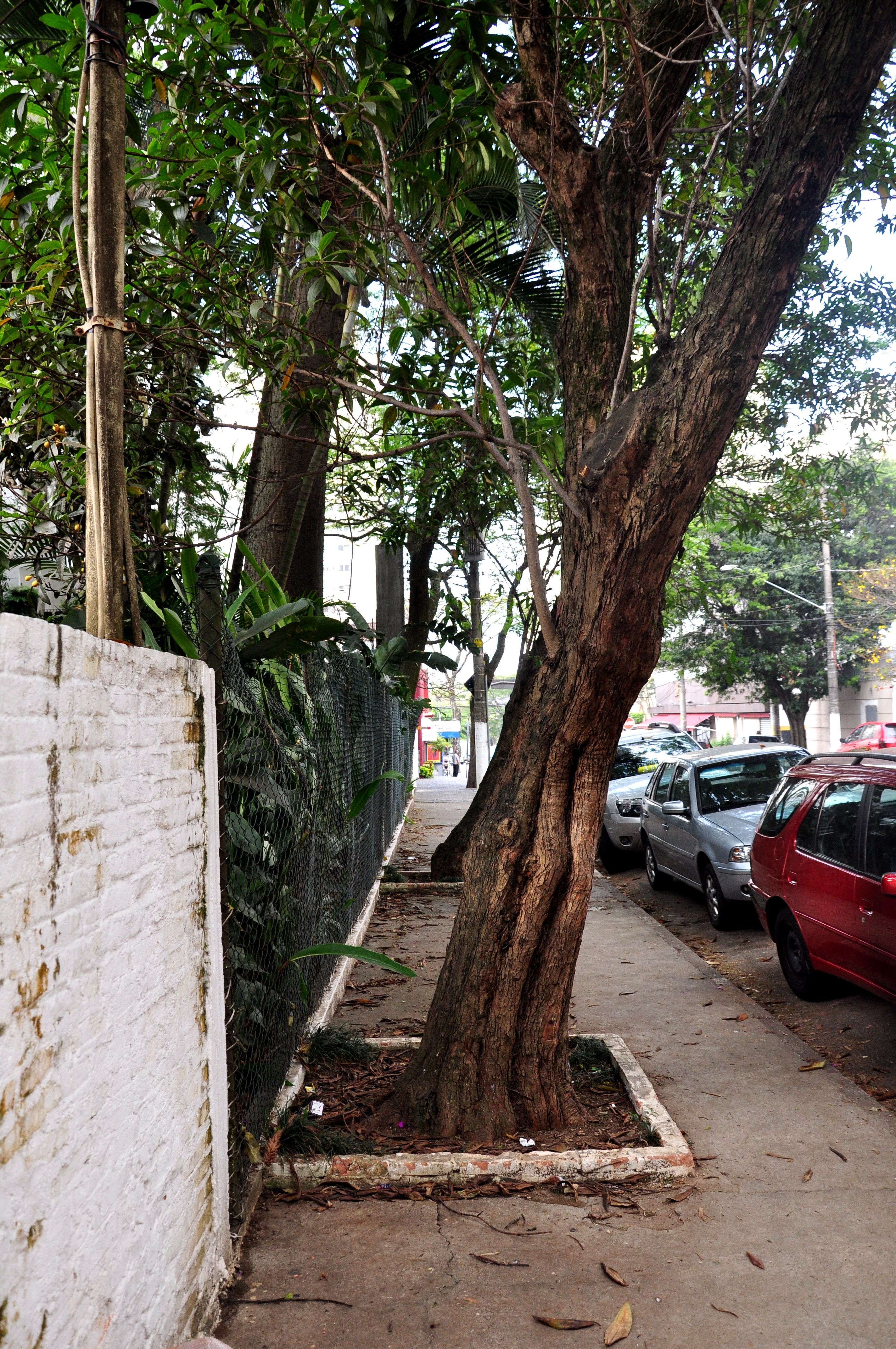
Rua da residência
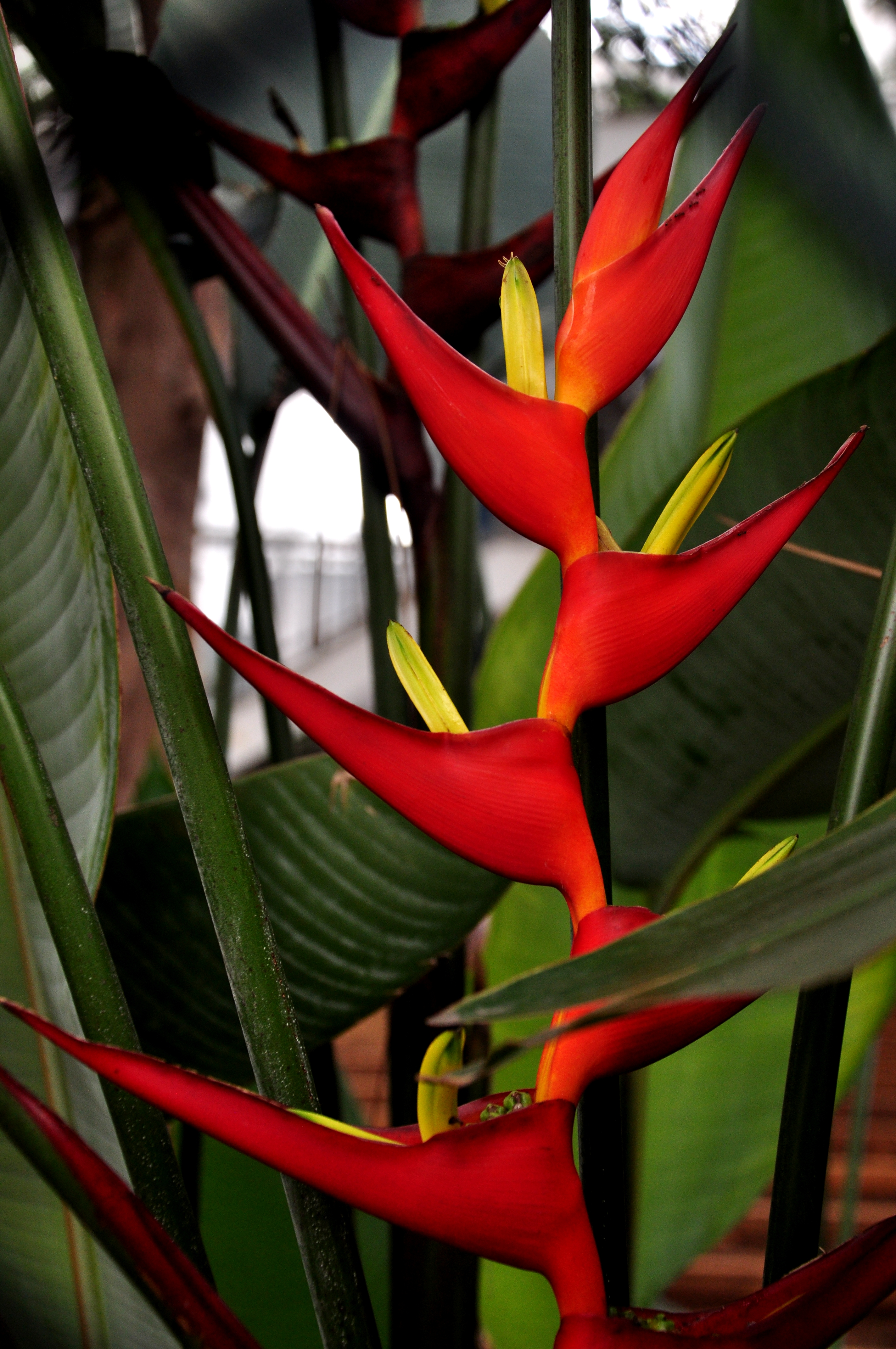
Detalhe do jardim
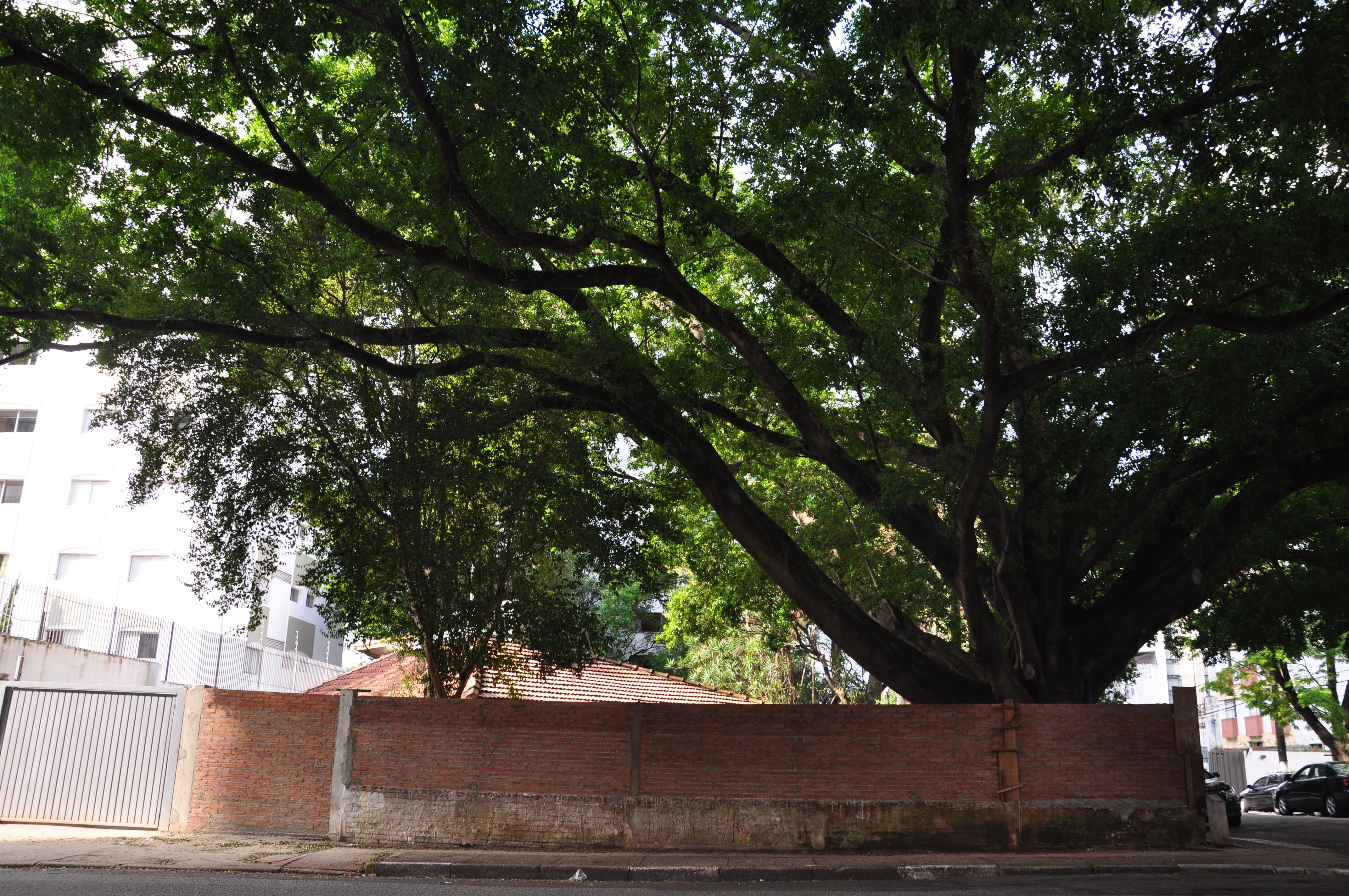
Vista externa lateral
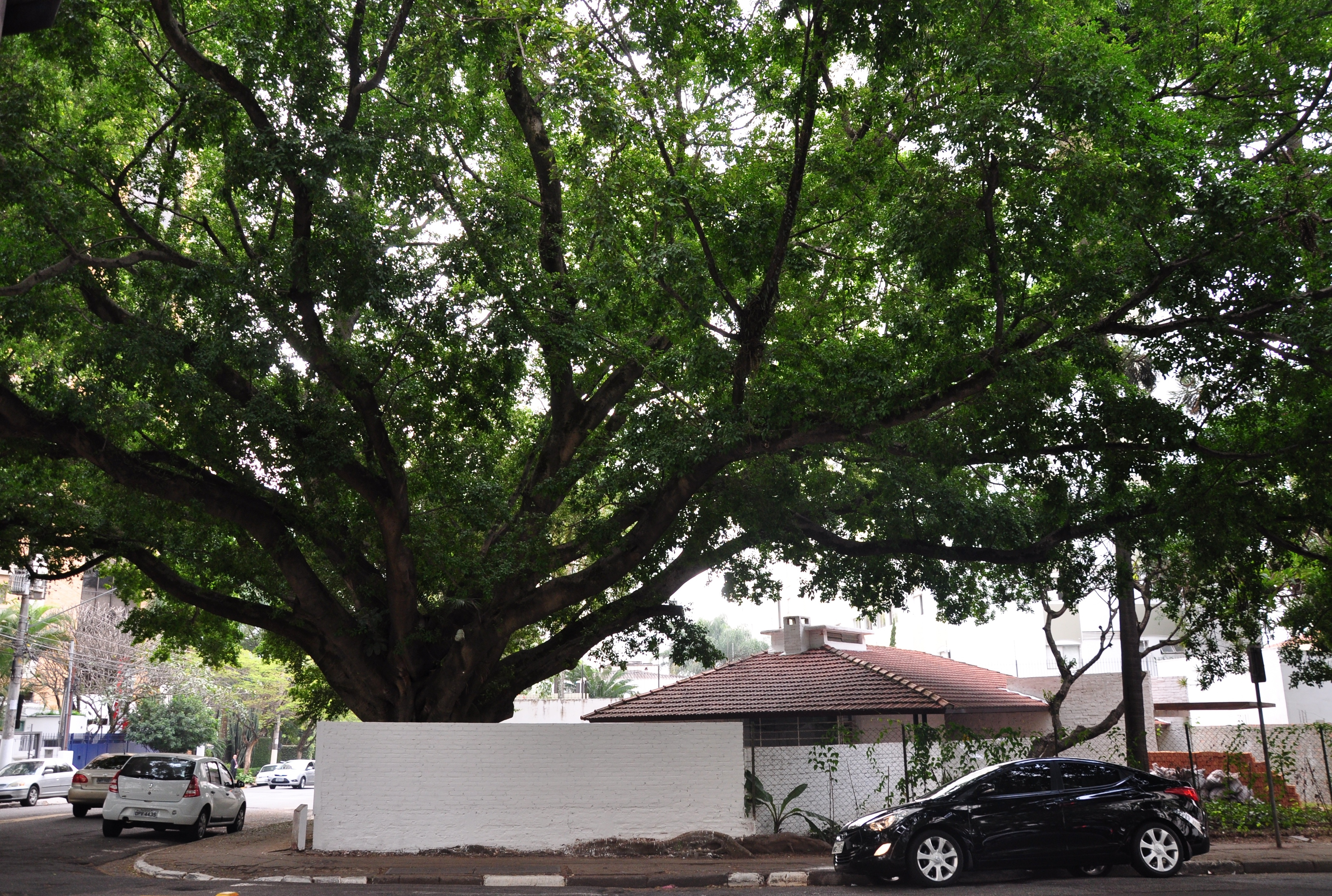
Vista externa da primeira residência
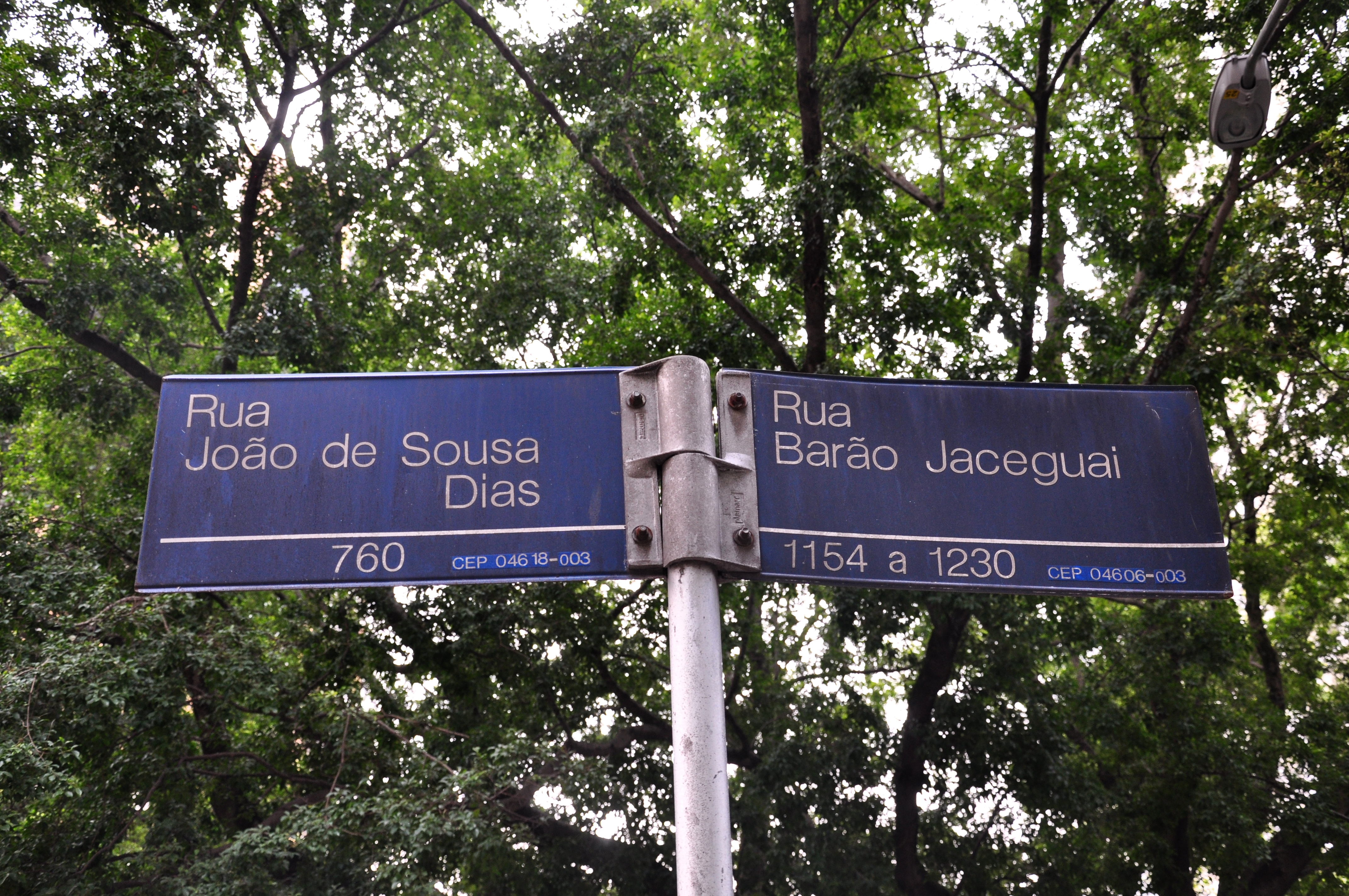
Placas de onde se encontram as construções
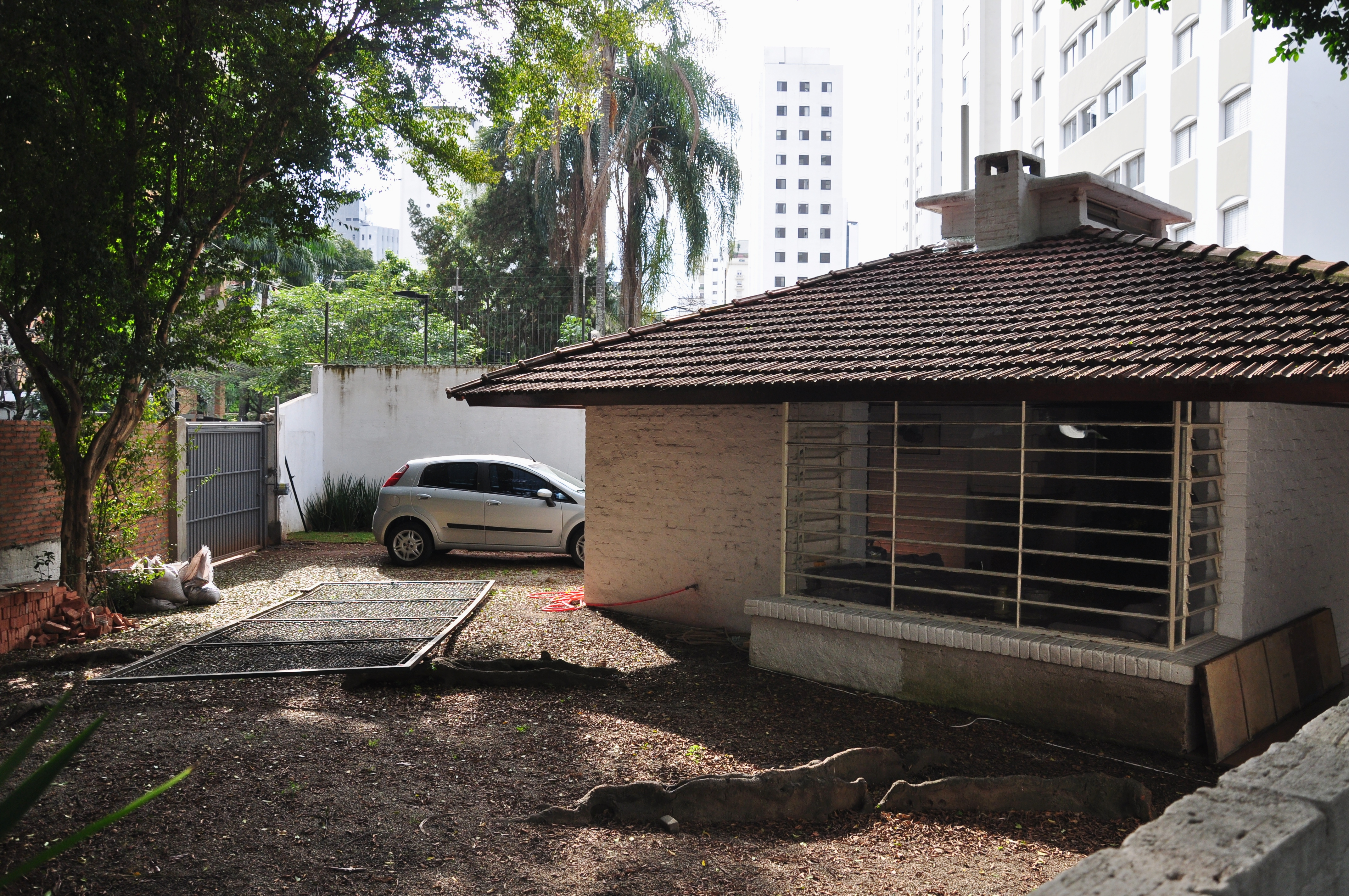
Casinha, construção de 1942
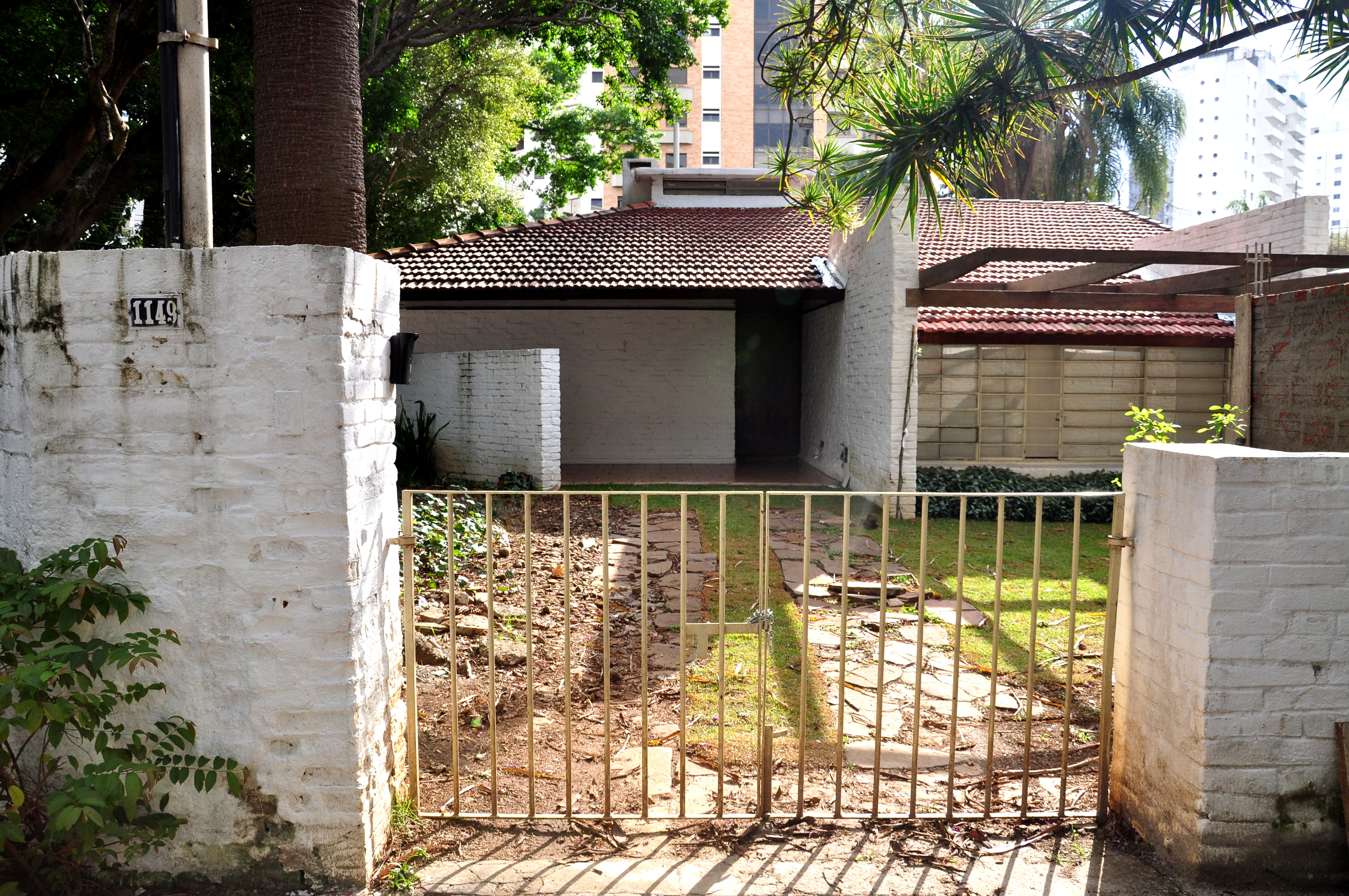
Casinha, construção de 1942